# Mura di Genova
Il tracciato delle mura di Genova (in genovese miage de Zena), ovvero i diversi percorsi che si sono succeduti nei secoli consentono oggi di ricostruire quella che fu la Genova del passato e di riconoscerne la dinamicità o staticità d'espansione in base alle diverse situazioni che la comunità genovese si trovò via via ad affrontare e dover risolvere.
Nella sua lunga storia, la città capoluogo della Liguria si dotò di sette cinte murarie a controllo delle quali furono create in tempi diversi robuste fortificazioni.
Spesso la costruzione della cinta difensiva si è avvalsa, per ragioni pratiche o logistiche, di strutture precedenti, anche utilizzando tratti dell'esistente acquedotto.
La nascita della città di Genova è databile tra il VII ed il V secolo a.C. In quest'epoca esisteva un piccolo centro fortificato alla sommità della collina chiamata oggi di Castello, il cui nome potrebbe essere ricondotto al Castellum (Castellaro) ligure, luogo di rifugio delle popolazioni circostanti.

## L'oppidum preromano e l'epoca romana

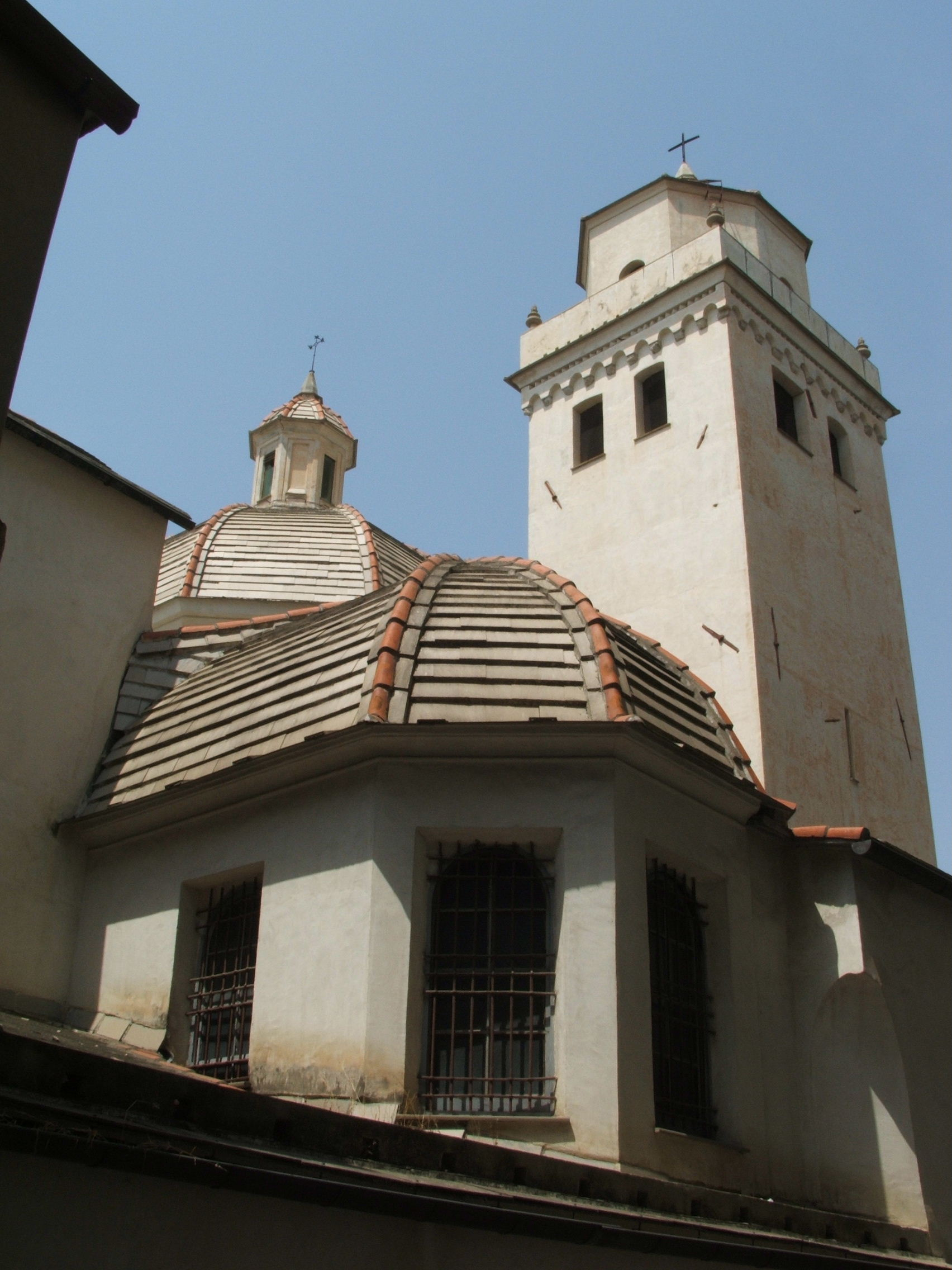
Santa Maria di Castello

La felice posizione, dominante la costa e i diversi approdi, ne consentì lo sviluppo, con lo stanziamento di colonie, prevalentemente di Etruschi, dei quali gli abitanti autoctoni appresero usanze e tecnologie. Grazie al ritrovamento di resti di mura databili al V secolo a.C., si suppone che la cinta muraria si estendesse dalla zona attorno al convento di Santa Maria di Castello alla chiesa di San Silvestro, forse riconoscibile nell'"ovale" disegnato da via di Santa Croce, piazza San Silvestro, via di Mascherona.
Di particolare rilevanza sotto l'aspetto archeologico è la zona sotto Santa Maria delle Grazie la Nuova, ove, negli anni novanta è stata realizzato l'Auditorium paganiniano-casa di Niccolò Paganini. La zona presenta una fitta e completa stratificazione che parte da un muro di epoca preromana, costituito da alcune pietre disposte a secco a ridosso di un grosso macigno, a mura di epoca romana, bizantina, longobarda, medievale, rinascimentale. Nella torre degli Embriaci si individua parte del sito che ospitò la fortezza del Castellaro, via via riutilizzato e rimaneggiato nei secoli.
Genova, legata a Roma e configurata come foedus aequum nella politica internazionale romana, venne distrutta nel 205 a.C. dal generale Magone Barca, fratello di Annibale. Il proconsole Spurio Lucrezio Tricipitino ne ordinò quindi l'immediata ricostruzione. Pare plausibile la teoria che individua, in quella parte di centro storico organizzata per linee ortogonali, l'antica Genua romana, con i suoi limiti compresi fra via dei Giustiniaini, via Filippo Turati salita Pollaiuoli e la collina di Castello.
Ed è probabile, se non certo, che anche questa nuova Genova, quasi contrapposta all'antico oppidum, fosse cinta da mura e difesa da fortificazioni che, risalendo fino all'attuale porta soprana, aggiravano il colle di Sarzano, il cui nome si crede possa provenire da Arx Iani (roccia di Giano), costeggiando l'insenatura naturale del Portus Iani, insabbiata e occupata in epoche successive dal quartiere della Marina, demolito nei decenni scorsi. Altre aperture sono state ipotizzate nei pressi di Piazza San Giorgio, al limite del Mandracium (il Mandraccio, occupato oggi da piazza Cavour) e nel tratto successivo fra questa e porta soprana e, oltre, nella porta al mare in corrispondenza del Portus Iani, ipotizzato.

## I"secoli bui"

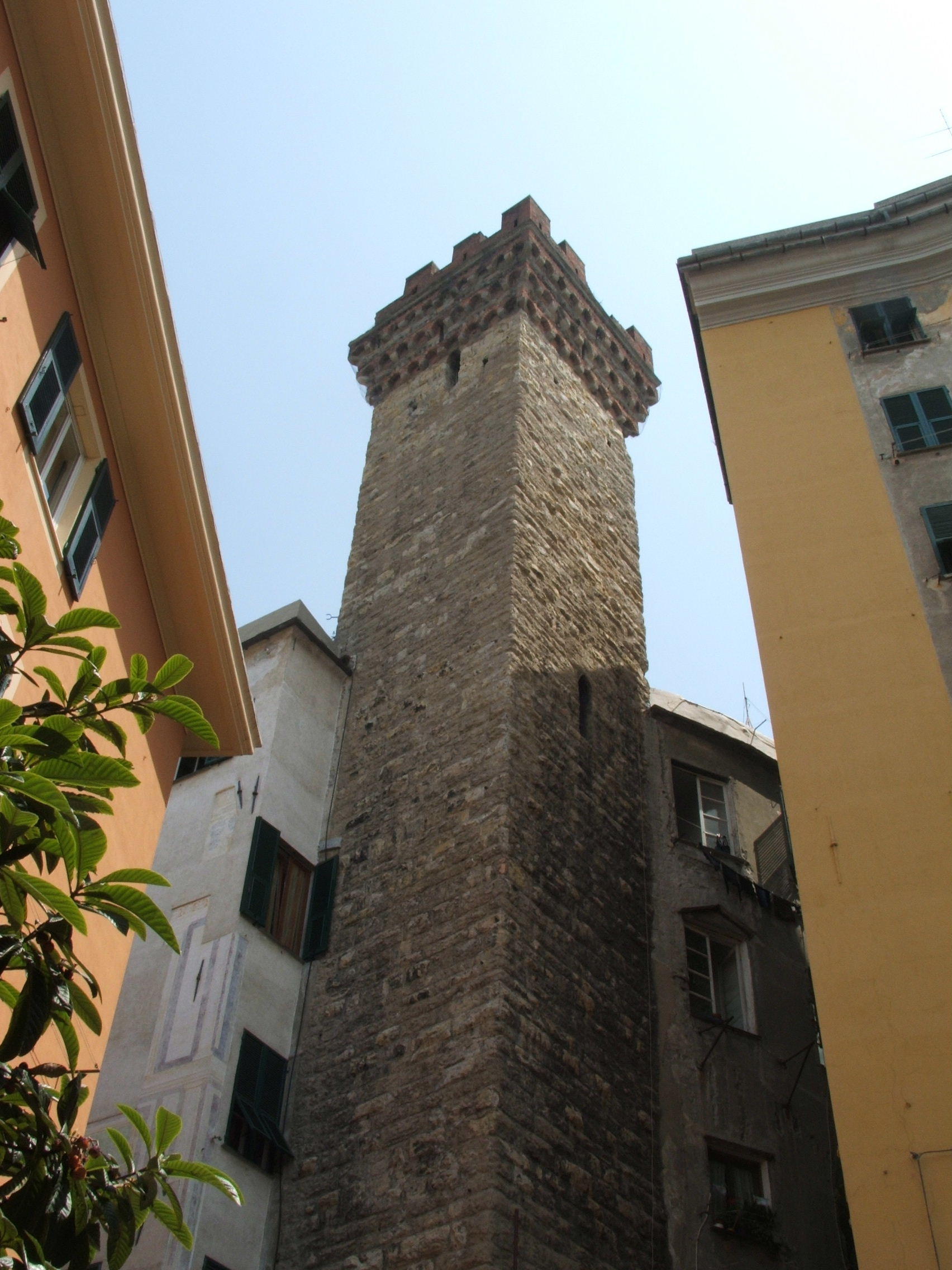
La torre degli Embriaci

L'esistenza di una cinta difensiva nei secoli che vanno dalla caduta dell'Impero romano d'Occidente al IX-X secolo non è attestata né accertata, seppure sia supponibile alla luce dell'importanza che il presidio aveva - sul piano puramente strategico - nelle diverse dominazioni del periodo.

### La cinta muraria Carolingia
Una nuova cinta dovette essere realizzata in epoca carolingia: a datarla a questo periodo anziché nel successivo X secolo è Ennio Poleggi, in base alle sue ricerche.
Questa cinta muraria, che definiva la città allo scadere del primo millennio, escludeva la zona del Borgo (l'abitato attorno alla via della Maddalena e alla prima cattedrale di Genova, la chiesa di San Siro o dei Dodici Apostoli)
Il periodo di costruzione più probabile va dall'848 all'889, con come detto un contributo finanziario dei Carolingi. Le mura erano dotate di quattro porte (porta San Pietro, Serravalle, Castri e Soprana) e quattro torri (Castelletto, Luccoli, Castello e Friolente), e comprendevano una superficie di circa 20 ettari.

#### Le porte della cinta del IX secolo
Porta di San Pietro: era la porta principale per il Ponente. Si trovava a fianco della chiesa di San Pietro in Banchi (orientata diversamente rispetto a come è oggi, ricostruita quest'ultima nel tardo Cinquecento). La sua struttura coincideva con quella dell'attuale archivolto che chiude la via di San Pietro all'altezza della piazza delle Cinque lampadi. La chiesa di San Pietro era detta San Pietro della Porta. Da qui entrava in città la via Postumia.

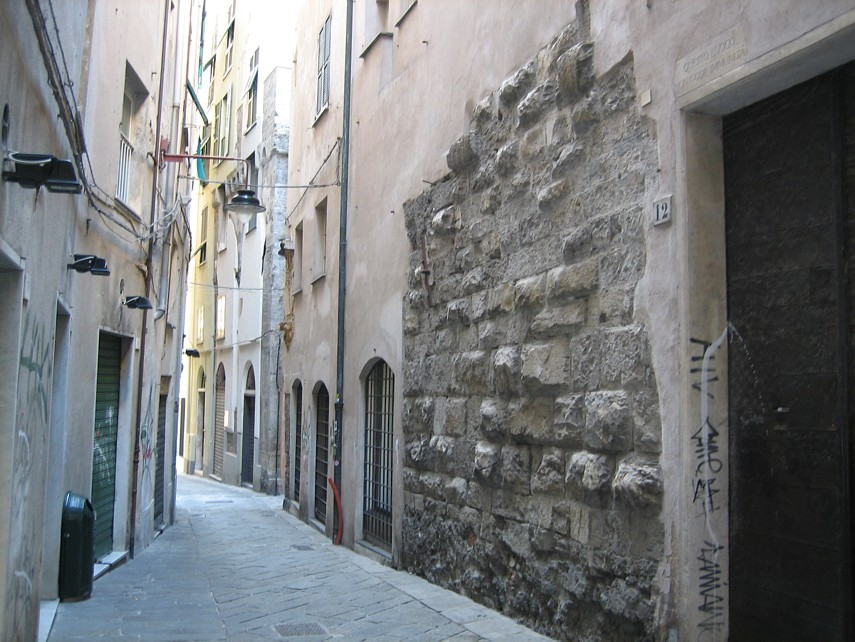
Il tratto di mura superstite fra le porte di Serravalle e di San Pietro in via Tommaso Reggio

Vi erano poi la Porta di Serravalle, posta accanto alla cattedrale di San Lorenzo ove oggi sorge l'archivio di stato, l'antica Porta Superana (oggi Porta Soprana), ricostruita nel 1154-64 con la cinta detta del Barbarossa, che deve il proprio nome alla posizione più alta sul colle di Sant'Andrea ove sorgeva, e dove si trovava l'omonimo monastero al quale si deve anche l'altro nome con il quale la porta era anticamente conosciuta. Infine la Porta del Castello, nella zona Sarzano-Santa Croce, presso la chiesa di Santa Croce (officiata nel XII secolo dalla comunità dei Lucchesi presenti in Genova).

#### L'abitato racchiuso nella cinta del IX secolo
L'abitato, racchiuso fra il miglio (in misure romane) di mura e la linea di costa, era così di circa ventidue ettari. Il tracciato, partendo dalla ripa, a sud di Palazzo San Giorgio, più o meno dove oggi sbuca la stazione della metropolitana omonima, tracciava un rettifilo che congiungeva la porta sita in piazza Cinque lampadi e quella di Serravalle (ove si trova l'Archivio di Stato).
Scorrendo poi fino all'imbocco di via Dante disegnava una larga curva che con la porta Soprana si connetteva ad un tratto di mura all'incirca corrispondente a quello ancora oggi esistente, fino al rione di Castello e all'omonima porta.

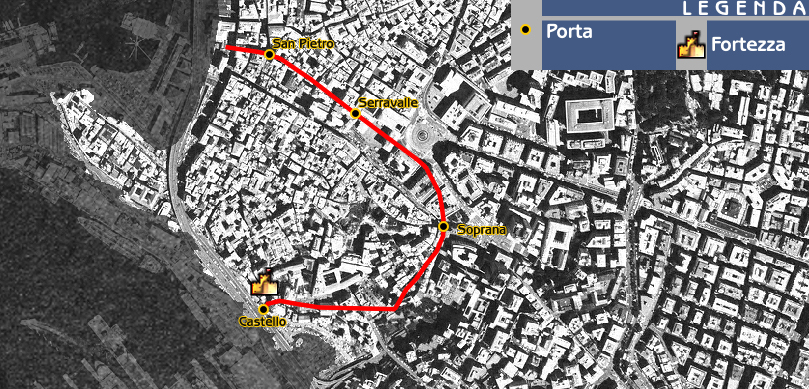
La cinta difensiva alla fine del I millennio con le Porte ed il Castello

Rimaneva esclusa dalla città murata la sommità del colle di Sant'Andrea, dove le mura correvano poco sotto la sua cresta. Questo perché era la zona, sin dai tempi preromani, della necropoli. L'area cimiteriale di Genova si allungava allora per il percorso di uscita a Levante (via Aurelia), dal colle di Sant'Andrea (resti di tombe dell'antichità rinvenuti dallo spianamento del colle nel 1900-1904 sono oggi ricomposti al Museo di archeologia ligure di Pegli), sino all'inizio dell'attuale via San Vincenzo.
Altra area esterna alle mura era quella del Borgo, situato attorno alla chiesa di San Siro, prima cattedrale di Genova, anteriormente alla scelta di San Lorenzo nel X secolo, all'inizio della via della Maddalena.

## Le mura del Barbarossa

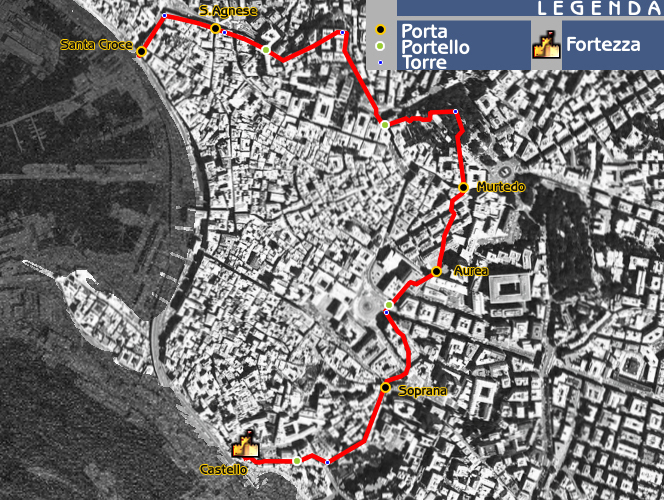
Le mura del Barbarossa con le porte, i Portelli, le Torri e la Rocca di Sarzano

Nel 1155 si rese necessario l'ampliamento della cinta difensiva verso nord-ovest fino a comprendere quella delle tre entità territoriali, Castrum - Civitas - Burgus, che era rimasta fuori della cerchia romana e alto medievale, il Borgo.
Queste mura del XII secolo partivano dalla chiesa di Santa Croce, la chiesa allora della comunità dei Lucchesi in Genova come risulta da un atto del 1128, che si trovava presso Sarzano, accanto al Castello. Il circuito delle mura tralasciava il versante a mare del colle di Sarzano che per lo strapiombo sul mare non richiedeva ulteriori fortificazioni.
Le mura pertanto iniziavano dal portello detto di Santa Croce, sopra un incunearsi del mare a strapiombo che delimitava il lato meridionale della piazza Sarzano, strapiombo poi varcato dalle mura del Cinquecento con due immensi archi a sesto acuto. Da qui, a differenza delle mura precedenti che tagliavano quasi a metà l'attuale piazza Sarzano, queste mura la recingevano al completo, includendo nel loro percorso la chiesa romanica di San Salvatore, degli agostiniani (ricostruita nel Sei-Settecento).

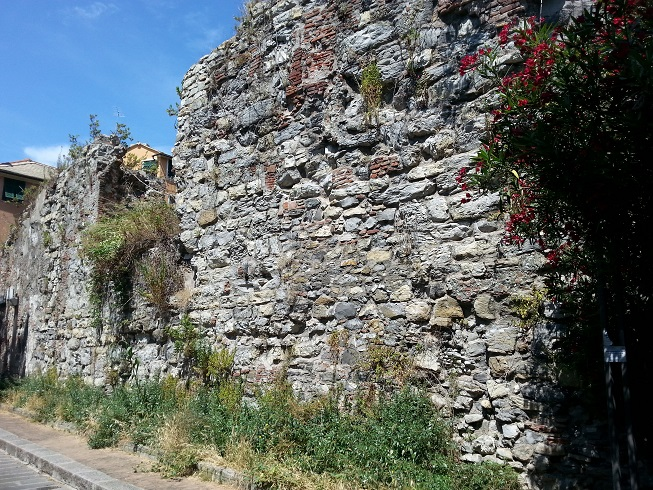
Tratto delle Mura del Barbarossa presso via del Colle.

 Passavano sul retro dell'attuale via del Colle, dove alcuni tratti rimangono tuttora, in via delle Murette (dal dialetto miagette, muretti) e in vico chiuso di San Salvatore. In questa zona le mura costituirono infatti, a partire dal XIV secolo, il sostegno delle case popolari - ad esse addossate - di via del Colle e di Campopisano.
Dal retro della via del Colle (per via delle Murette che ne segna il percorso di colmo), arrivano alla - anch'essa tuttora esistente - Porta Soprana, detta anche Porta di Sant'Andrea, dall'omonima chiesa che era situata nei pressi della porta e che dava il nome al colle. La piazza interna alla Porta Soprana è infatti chiamata Piano di Sant'Andrea. Essa coincideva peraltro con la precedente porta di Sant'Andrea delle Mura Carolinge.
La Porta Soprana, che era stata come altre porte inghiottita dalla successiva edilizia, venne liberata dalle case ad essa addossate a partire dal 1892, con una serie di restauri avviati dall'architetto Alfredo d'Andrade e proseguiti dopo la sua morte sino alla liberazione della torre meridionale, avvenuta nel 1935.
Dalla Porta Soprana la nuova cinta muraria ampliava notevolmente la porzione di città racchiusa in essa, rispetto a quella precedente. Da questo punto si prolungava per circa 2,4 km, racchiudendo un territorio di 55 ettari.
Aggirando la chiesa di S. Andrea, più o meno all'altezza del palazzo della Banca d'Italia nell'attuale piazza Dante, le mura curvavano a settentrione, tagliando in due le aree attuali del palazzo delle poste, passando ad una quota di molto superiore a quella dell'attuale piano terra del porticato delle Poste e del palazzo della Borsa; da qui, piegando ad angolo retto, scendevano nella zona nord orientale dell'attuale Piazza De Ferrari costeggiando l'Accademia ligustica di Belle Arti ove anticamente sorgeva il convento di San Domenico, con la Torre Fiorente ed il contiguo Portello di Sant'Egidio (nome preso dalla chiesa che sorgeva appena fuori le mura, nell'attuale via Ettore Vernazza).
La torre Fiorente, posta a protezione di questo ingresso, era stata inglobata nelle successive case e infine demolita con lo sterro del colle e l'ampliamento della piazza De Ferrari dopo il 1892: essa aveva pianta a ferro di cavallo come le altre torri di porte della città (Porta Soprana, Porta Aurea, Porta dei Vacca). Il vicino portello di Sant'Egidio era stato demolito con l'apertura di Strada Giulia nel Seicento, quando per dover aprire questa nuova arteria si era dovuto scavare un passaggio nella cresta che univa i colli di Piccapietra e di Sant'Andrea.
E poiché su di esso correva l'acquedotto civico, che utilizzava tutto il percorso delle mura, il portello era stato sostituito dall'arcata di sostegno della sua condotta, che scavalcava i due muraglioni di sostegno dei colli tagliati. Tale arco è visibile nella stampa di Strada Giulia del Giolfi (di fine XVIII secolo) e correva sul confine del convento di San Domenico: esso pertanto si trovava all'altezza all'incirca della metà della facciata del palazzo dell'Accademia, quest'ultimo costruito su progetto del Barabino nel 1835 sul sedime della appena demolita San Domenico.
Di qui, raggiunto il colle di Piccapietra, il circuito delle mura ripiegava dopo un brevissimo rettifilo ed una piccola curvatura, tracciando il confine del convento di San Colombano, poi Ospedale degli Incurabili o Ospedaletto, che ne restava all'esterno, e raggiungeva la Porta Aurea dalla quale prese il nome il sestiere di Portoria sul colle di Piccapietra.

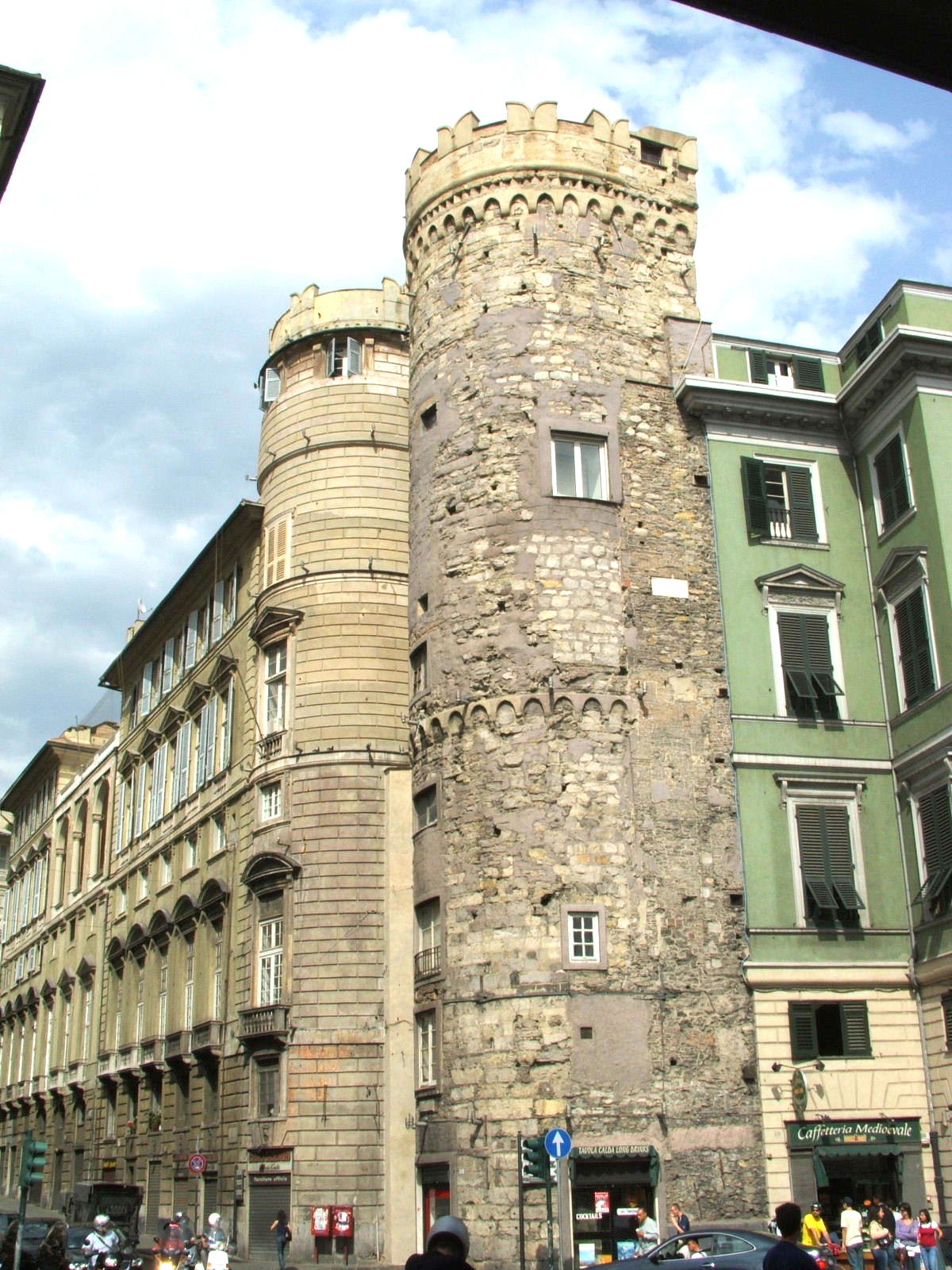
Le torri di Porta di Santa Fede (o dei Vacca), l'ingresso a ponente della città all'epoca della costruzione della cinta.

La Porta Aurea, essa pure con due torri a pianta a ferro di cavallo, mozzate nel XVIII secolo, veniva definitivamente demolita nei primi anni sessanta del Novecento con la realizzazione del nuovo quartiere. Dalla Porta Aurea, passando a lato di vico Zuccarello, per un tratto semi regolare verso nord, arrivava all'Acquasola, alla Porta di Murtedo che includeva all'interno del circuito la Chiesa e Convento di Santa Caterina al termine della salita omonima nell'attuale largo Lanfranco davanti alla prefettura (palazzo Spinola).
Anche qui, una volta demolito il portello che qui si apriva, questo tratto venne sostituito dall'arcata altissima dell'acquedotto, simile a quella accanto al varco presso San Domenico. Tale arco venne demolito con l'apertura del secondo tratto di via Assarotti o via Roma, con la realizzazione dell'annessa Galleria Mazzini.
Da qui, sempre verso nord, attraversava la zona retrostante dove è ora il parco di Villetta Dinegro; al centro di esso, nel punto più elevato, era la Torre di Luccoli, dalla quale si determinava una deviazione verso la zona dietro Piazza delle Fontane Marose ed il Portello cui si deve il nome dell'attuale piazza fra le gallerie Bixio e Garibaldi.
La torre di Luccoli, inglobata nelle ultime mura medioevali, venne infine demolita per dare spazio al bastione di Luccoli delle mura del Cinquecento, quest'ultimo poi modificato dalla realizzazione della Villetta Dinegro di Gian Carlo Di Negro. La parte del Portello che chiudeva verso la città la valletta del rio Sant'Anna, presso le Fontane Amorose (Fontane Marose), inglobata nelle mura del Cinquecento, venne completamente stravolta dall'apertura delle gallerie negli anni trenta del Novecento.
Una nuova svolta verso nord-ovest più o meno parallela alla linea di costa, circa lungo il tracciato di salita san Gerolamo dove all'incrocio di salita della Torretta si trovava la Torre di Castelletto, quindi giù per una linea ad occidente di salita alla spianata di Castelletto e parallela ad essa fino alla zona della Zecca, seguendo il percorso largo della Zecca - via Bensa - piazza dell'Annunziata, interrotte dal Portello di Pastorezza e più avanti, allo sbocco di via Lomellini, dalla Torre Regia e dalla Porta di Sant'Agnese, le mura giungevano all'angolo con via delle Fontane alla Torre e Pusterla di Santa Sabina (dalla chiesa omonima).
Il tratto terminale lungo via delle Fontane giungeva alla costa terminando nella Porta dei Vacca o di Santa Fede, dal nome della chiesa templare che sorge nei paraggi.
La costruzione della cinta durò diversi anni, fino al 1163, ma le condizioni di politica internazionale, in particolare i rapporti con l'imperatore Federico Barbarossa determinarono un'accelerazione, come testimonia il Caffaro ed in appena cinquantatré giorni un incredibile sforzo di tutta la popolazione rese possibile il portare a termine le opere ancora incompiute.
Le tre porte principali vennero costruite con carattere monumentale, con alte torri laterali semicircolari due di esse sopravvivono, Porta Soprana e Porta dei Vacca, l'altra, la Porta Aurea è stata distrutta nella seconda metà del XX secolo, nei lavori di riassetto del colle di Piccapietra.

## Il Molo
Nel 1287 venne realizzata la fortificazione della penisola del molo, posta al limite meridionale dell'arco portuale, e dello scoglio che, diviso da un piccolo braccio di mare, ne proseguiva il profilo.
Sin dal secolo precedente un molo artificiale in muratura chiudeva il piccolo specchio acqueo della penisola dalla sua sommità (nel luogo ove oggi sorge porta Siberia) verso levante, ospitando fra l'altro la chiesa di San Marco al Molo, il suo progressivo prolungamento verso l'esterno del golfo inglobò anche lo scoglio prospiciente.
Proseguendo dalla porta a sud della penisola le mura raggiungevano la precedente cerchia nei pressi di corso Quadrio, prendendo il nome di Mura di Malapaga e quindi Mura delle Grazie. Le mura di Malapaga prendevano il nome dell'adiacente Casone della Malapaga, edificio costruito nel 1269, impiegato come prigione per chi aveva accumulato debiti che non era stato in grado di pagare e, a partire dalla metà del XIX secolo fino alla loro demolizione nel XX secolo, come caserma della Guardia di Finanza.
Sull'altro versante lo spazio fra la parte più antica del molo e la sottile penisola che era stato per molto tempo usato a darsena, dopo i ripetuti insabbiamenti causati dalle correnti venne completamente coperto.
Ora questo versante è chiamato Calata Mandraccio e fa parte dell'area del Porto Antico restaurato ne 1992 da Renzo Piano durante i lavori per le Colombiadi.
Vennero invece creati nuovi approdi lungo le mura dette a tutt'oggi del Molo o della Malapaga, vennero aperte due porte, quella della Giarretta (l'approdo riparato) e la Porta di San Marco, che prese il nome dalla chiesa che ora si ritrovava all'interno della nuova cinta muraria.

## Superba per uomini e mura(1320-1350)
Nel 1358 il poeta Francesco Petrarca, lasciava nel suo Itinerarium breve de Ianua ad Ierusalem un'eredità a Genova, la città che fino ad allora tutti chiamavano La Dominante sarebbe da allora in poi stata conosciuta come la Superba.
La città che il poeta vide e indicò anche come Regina dei Mari era munita di un sistema di mura che si sviluppava per 4.550 metri, posto a difesa di una città di 155 ettari di superficie.

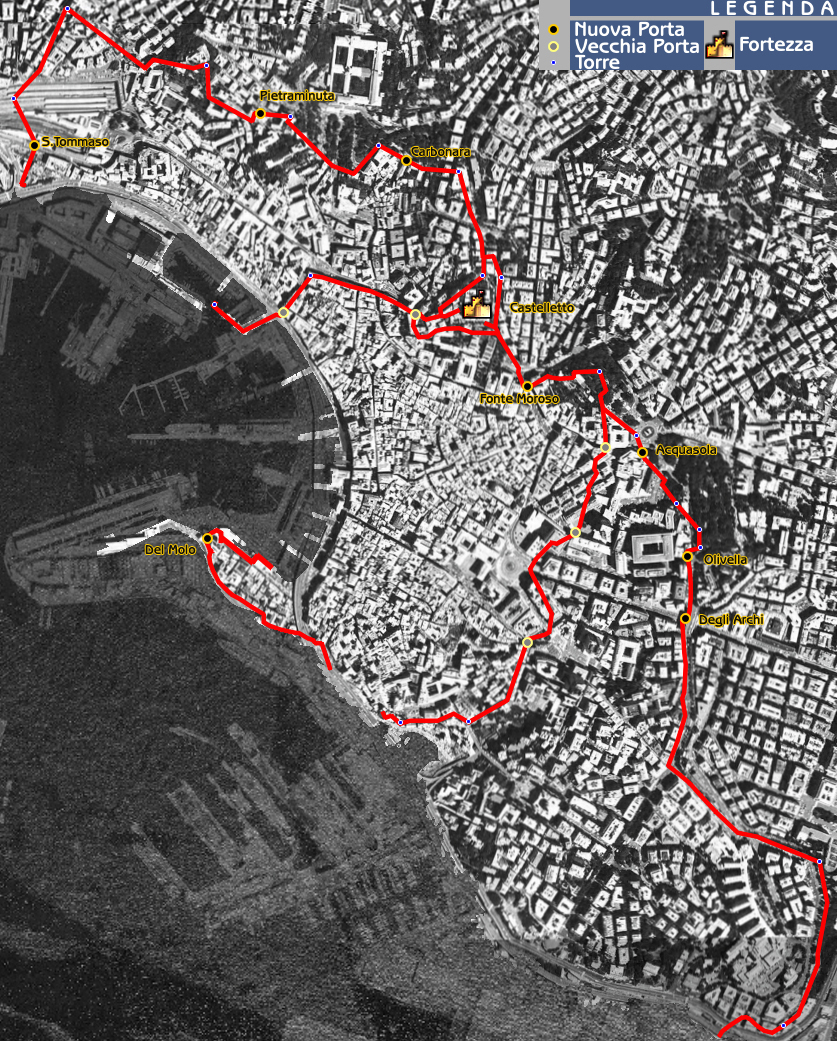
L'espansione delle Mura ad Est fino alla collina di Carignano e ad Ovest fino alla zona di Fassolo (Palazzo del Principe), al vertice del golfo compreso tra Capodifaro, ove sorge la Lanterna ed il molo vecchio

Il progetto di ampliamento della cinta prese corpo dopo che la faziosità delle famiglie cittadine mise in pericolo Genova stessa, in previsione dell'assalto minacciato da Castruccio Castracani, signore di Lucca, in guerra contro la Repubblica e ormai alle porte della città dopo la conquista di Chiavari e Rapallo. Il progetto si sviluppò in due fasi, la prima tra il 1320 ed il 1327 verso levante e la seconda tra il 1347 ed il 1350 verso ponente.

### L'espansione verso il colle di Carignano (1320-1327)
Appena a oriente del vertice della vecchia cerchia, sul colle di Luccoli, a metà strada fra la Porta di Murtedo e la Torre di Luccoli, venne innestato il nuovo tratto di mura che, dopo un percorso verso sud-est giungeva, per un percorso per lunghi tratti tuttora identificabile, sul colle di Carignano. Un breve tratto di mura giungeva alla Porta dell'Acquasola, al limite settentrionale della più recente spianata dell'Acquasola, in via IV Novembre.
Di qui, sempre verso sud-est tre Torri prima della Porta dell'Olivella presso la quale si determinava una piccola rientranza verso occidente, all'incontro con corso Andrea Podestà, quindi una svolta decisa verso sud portava sul luogo ove oggi sorge il Ponte monumentale, che taglia via XX Settembre nel punto in cui via della Pace (fuori le mura) proseguiva il rettilineo di via Giulia (dentro le mura) in corrispondenza della Porta degli Archi o di Santo Stefano (dal nome del monastero demolito per far spazio alla struttura e dell'annessa chiesa tutt'oggi esistente) sul colle omonimo, smontata durante i lavori di demolizione e rimontata più a sud.
Oltre, lungo la stessa direttrice, all'incrocio tra corso Andrea Podestà e via Corsica si può tutt'oggi vedere le antiche mura svoltare verso sud-est e, alla fine delle successive Mura di Santa Chiara, ove oggi trova posto la Porta dell'Arco, spostata per la realizzazione della viabilità novecentesca, le Mura del Prato. In coincidenza della Torre di Montaldo, una nuova svolta verso sud lungo le Mura delle Cappuccine che terminavano a picco sul mare a metà dell'attuale curva in fondo a corso Aurelio Saffi.

### L'espansione a ponente (1347-1350)

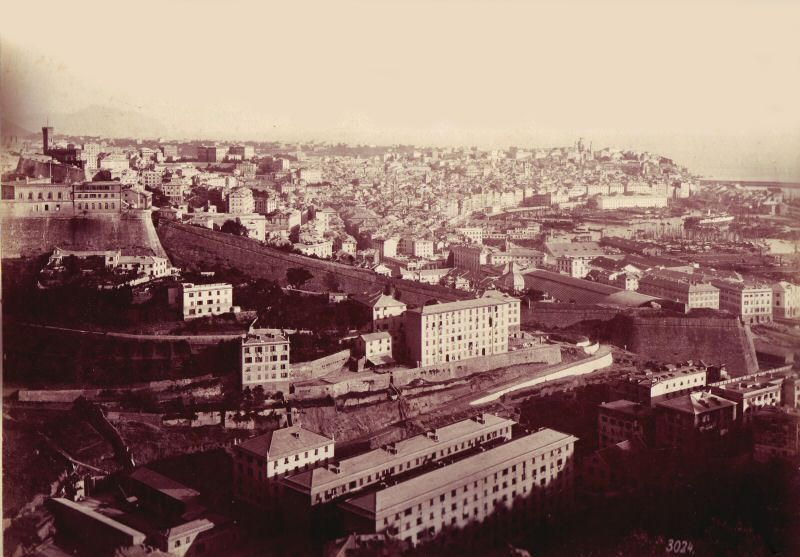
Genova con le sue mura in una fotografia dell'Ottocento di Alfredo Noack. Si vede delle Mura del Cinquecento il bastione di San Giorgio, con l'omonimo forte, e in basso il bastione di San Michele, demolito per il parco binari della stazione Principe negli anni cinquanta dell'Ottocento. All'esterno delle Mura, in basso, la via del Lagaccio

Dalla fortezza di Castelletto, invece, si dipartiva dopo il 1350 (anno di termine dell'opera) il prolungamento occidentale delle Mura. Salendo verso nord lungo l'attuale corso Firenze, fin dove, all'incirca, si immette la rampa di Carbonara, le mura incontravano la Torre di San Nicola dalla quale, deviando verso nord-est giungevano fino alla Porta di Carbonara al culmine dell'omonima salita, ed alla Torre di Carbonara a ove oggi è l'incrocio con via Carlo Pastorino.
Il tracciato girava di circa novanta gradi verso sud-est lungo corso Carbonara fino all'incrocio con salita del Carmine, punto dal quale seguiva di nuovo un tracciato in direzione nord-est fino in fondo al rettilineo di corso Dogali, lungo il quale in un breve tratto di mura leggermente a sbalzo rispetto al resto del tracciato si trovavano, nell'ordine, la Porta e la Torre di Pietraminuta.
Una svolta verso nord all'altezza della curva ad angolo retto di via Montegalletto culminava nella Torre Ihote, ove oggi sorge il Castello d'Albertis.
Proseguendo verso est, dopo una piccola rientranza verso sud circa in piazza Pedro Ferreira il tracciato disegnava una decisa linea retta fino all'incrocio tra salita Oregina e passo dell'Osservatorio, ove era sita la Torre di San Giorgio.
Scendendo un'ultima volta verso sud, lungo la citata salita le mura giungevano, dove ora corrono i binari ad oriente della stazione di Genova Piazza Principe, alla Torre di San Tommaso ed oltre, lungo la stessa direttrice, oggi di fronte all'ingresso della fermata della Metropolitana "Principe", alla Porta di San Tommaso oltre la quale la cinta si fermava, davanti alla chiesa omonima, all'altezza dell'attuale cavalcavia della Stazione marittima.

## Le mura nel Cinquecento

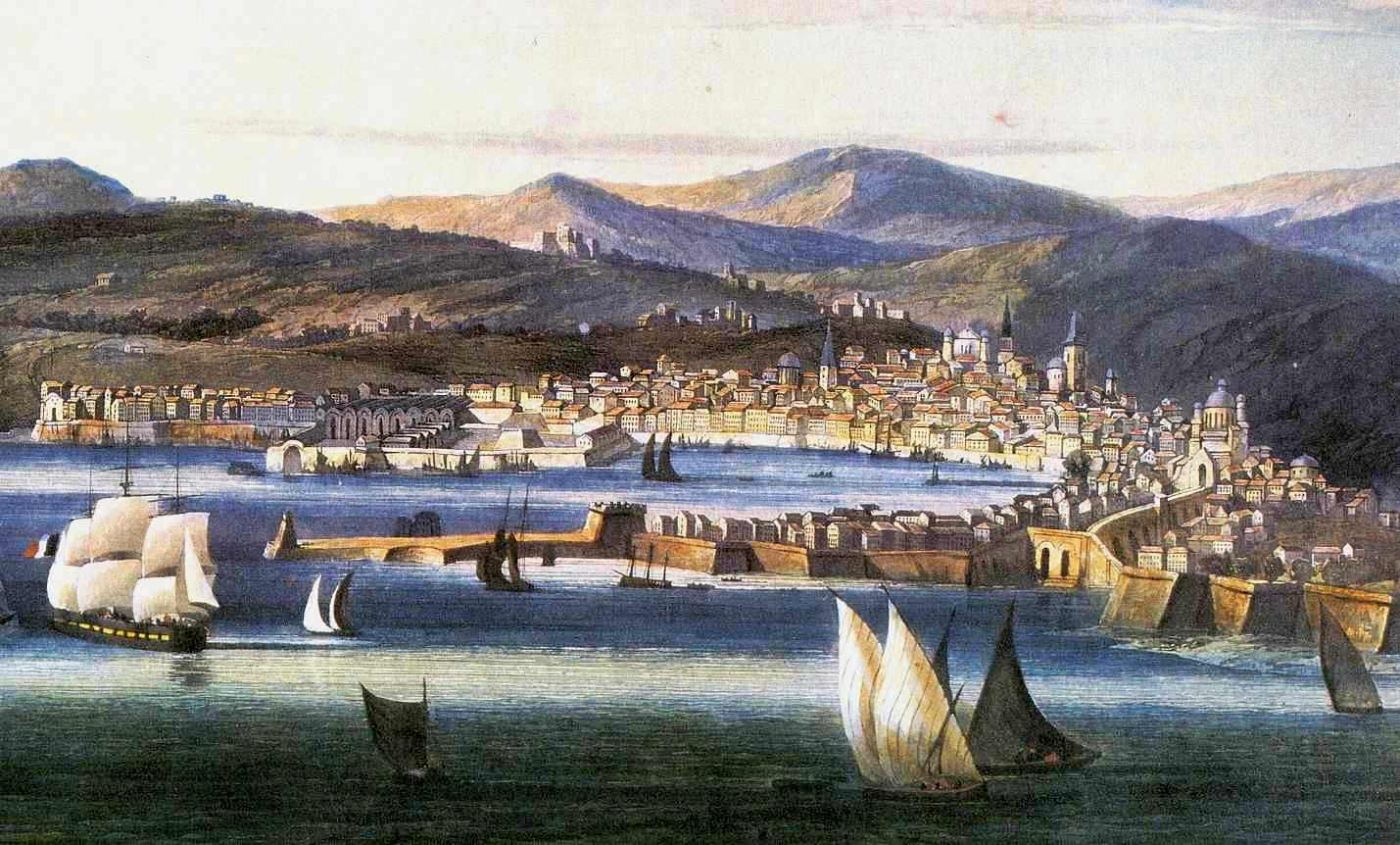
Le mura a mare nel particolare di un'acquatinta del 1810 di Ambroise Louis Garneray

Il periodo che intercorse fra l'innalzamento delle mura trecentesche ed il 1528 fu ricco di eventi luttuosi per la città, così dopo guerre e devastanti epidemie i genovesi non avevano bisogno di una nuova espansione della cinta difensiva ma, piuttosto, di una maggiore sicurezza che consentisse una ripresa più serena. Le mura trecentesche, oltre ad essersi deteriorate a causa del trascorrere del tempo e, in alcuni punti, per via di interventi edilizi al loro ridosso, non erano inoltre più in grado di resistere ad un assedio scientifico, di cui in quel periodo si gettavano le basi teoriche, e si rese quindi inevitabile l'adozione delle fortificazioni alla moderna.
A determinare la svolta degli ultimi secoli della storia della Repubblica di Genova fu Andrea Doria, con il passaggio alla parte spagnola; il nuovo corso richiedeva una più poderosa fortificazione della città capace di sostenere un assalto con le bocche da fuoco, che le mura a profilo piombante non erano più in grado di sostenere.
L'istituzione della Magistratura delle mura nel 1536 aveva lo scopo di assolvere a questo compito. Vennero così realizzati importanti lavori di ammodernamento e completamento della cinta difensiva che prevedevano il rafforzamento con nuovi bastioni al fronte di terra e l'integrazione delle mura di mare. La progettazione della nuova cinta bastionata venne affidata all'ingegnere milanese Giovanni Maria Olgiati, esperto tecnico cui si deve in Genova forse anche la ricostruzione della Lanterna (1543) e, a partire dal 1546, la progettazione delle mura di Milano per Ferrante Gonzaga. Sotto la guida dell'Olgiati si iniziò l'opera dai bastioni nella zona di Carignano. Si fortificarono dapprima la zona del colle di Carignano e le parti collinari della città.

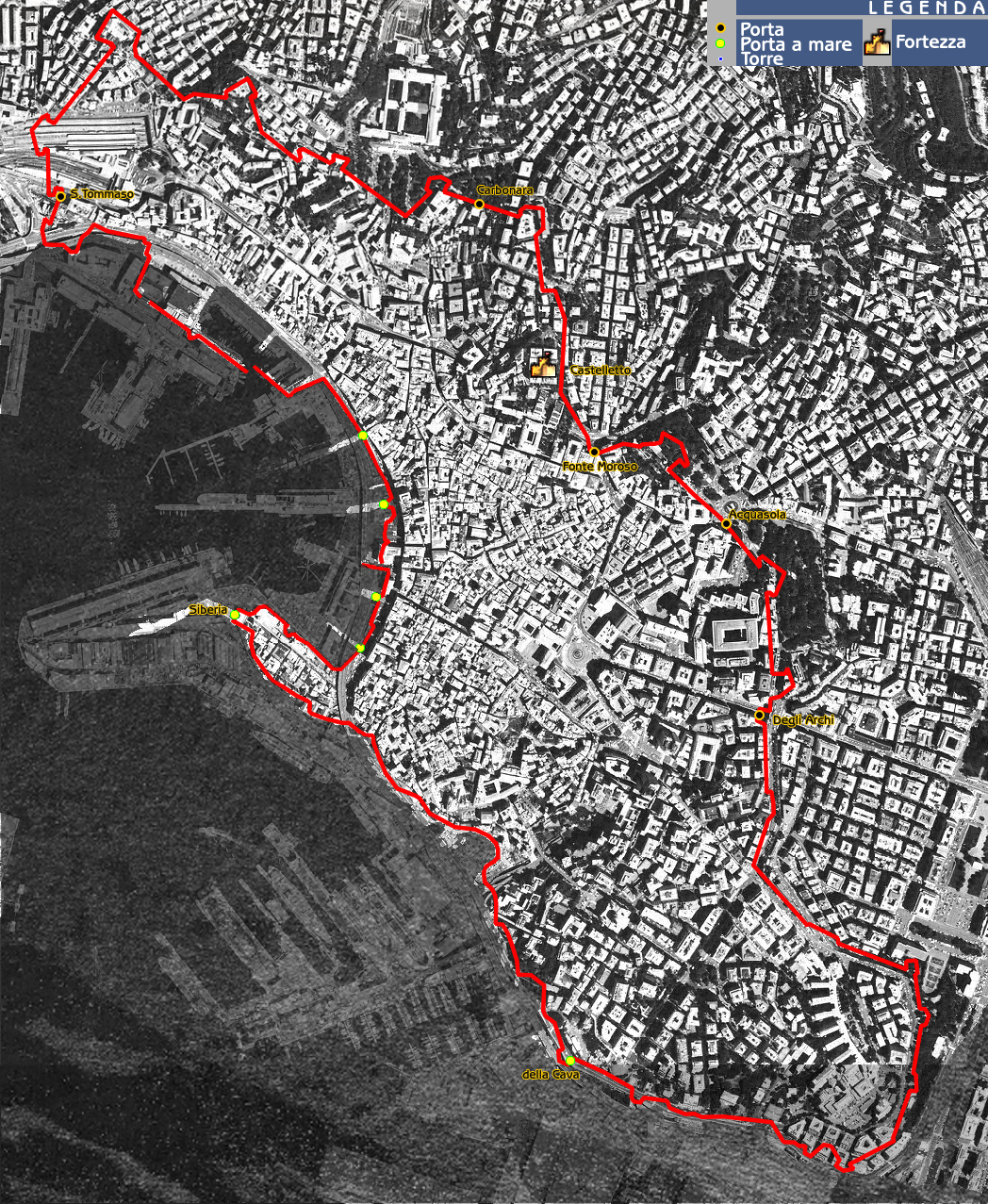
Le mura di terra con i nuovi bastioni ed il completamento delle mura di mare con le nuove porte di mare

In seguito la cinta fu estesa anche a tutto il lato a mare, includendo tutta la linea di costa venne interamente fortificata, chiudendo il fronte a mare dello stesso porto, con nuovi tratti di mura tra la propaggine occidentale di porta San Tommaso e il Molo Vecchio. All'estremità di quest'ultimo nella seconda metà del secolo Galeazzo Alessi progettò Porta Siberia, la cui realizzazione venne affidata a Antonio Roderio da Carona. Da qui le mura si collegavano col tratto che cingendo a mare il colle di Sarzano, varcando il Seno di Giano e quindi il lato a mare di Carignano raggiungeva la foce del Bisagno.
Sul tratto del porto le mura seguivano un percorso corrispondente al lato a mare di via Gramsci, con alcune varianti nella parte del promontorio di San Tommaso, che cingevano nei pressi della Commenda di San Giovanni di Pré e dei varchi presso la porta dei Vacca per l'arsenale e la darsena, i quali avevano essi pure ulteriori difese a mare. L'attuale piazza Caricamento sarebbe stata ricavata dalla loro demolizione; su di essa si aprivano allora alcuni varchi, uno per ponte del porto; quindi il tracciato racchiudeva sul lato a mare il palazzo San Giorgio e il PortoFranco.
Questa parte di mura sul porto sarebbe stata demolita dall'apertura della carrettiera Carlo Alberto (attuale via Gramsci) nel 1835, con la iniziale sua sostituzione con le cosiddette "Terrazze di marmo", progettate da Ignazio Gardella senior.
Le mura seguivano quindi il profilo dell'attuale Bacino Porto vecchio fino alla Porta del Molo, all'apice della quale si può ancora ammirare lo splendido esempio di architettura militare rinascimentale della Porta del Molo (progetto di Galeazzo Alessi), che fungeva da innesto con le omonime mura e le Mura di Malapaga che continuavano la cinta muraria lungo la costa.
Lungo il percorso di cinta che dalla Commenda di Prè andavano verso Porta del Molo, vennero aperte tre nuove porte, in corrispondenza di altrettanti scali quali il ponte Spinola, il ponte Calvi ed il ponte Chiavari.
Il tratto già esistente di fortificazioni sulla costa meridionale del Molo venne prolungato, lungo un percorso oggi ripreso con buona approssimazione da corso Quadrio e corso Aurelio Saffi, e vennero quindi edificate le Mura delle Grazie e le Mura della Marina che iniziavano dal quartiere omonimo, posto fra la collina di Carignano ed il colle di Sarzano. Sempre seguendo la linea di costa alle Mura della Marina si collegano le Mura della Cava, così chiamate poiché correvano al di sopra della cava alla quale si accedeva tramite la Porta omonima.
La cava, aperta sul litorale al di fuori della cinta ai piedi del colle di Carignano, serviva all'estrazione di materiale utile al prolungamento del molo, realizzato in quel periodo.
Nell'ultimo tratto di costa verso levante troviamo le Mura della Strega che chiudevano il circuito difensivo a mare, proseguendo nell'interno con le Mura delle Cappuccine, affacciate sul tratto terminale del Bisagno, da dove la cerchia cinquecentesca andava poi a collegarsi con quella trecentesca all'altezza dell'attuale Piazza Corvetto; il nome "Strega" è dovuto al luogo sul quale esse sorsero che pare fosse, nel Medioevo, luogo di incontro di streghe.

### Elementi monumentali superstiti delle Mura del XVI secolo
- La Porta del Molo (o Porta Siberia, architetto Galeazzo Alessi). Per essa l'architetto perugino si ispirò ai progetti della porta di San Miniato di Firenze eseguito da Michelangelo. Da qui viene l'idea dei due bastioni che stringono uno spazio chiuso davanti all'ingresso.
- La Porta dell'Arco (paramento in pietra di Finale, originariamente al posto dell'attuale Ponte Monumentale di via XX Settembre, dal 1896 ricostruita su un portello delle mura delle Cappuccine (via Banderali). Era detta anche Porta di Santo Stefano per la vicinanza con l'omonima chiesa, riferita alla quale è la statua di Santo Stefano collocata sopra il suo arco, opera dello scultore Taddeo Carlone.Porta Siberia, progettata da Galeazzo Alessi

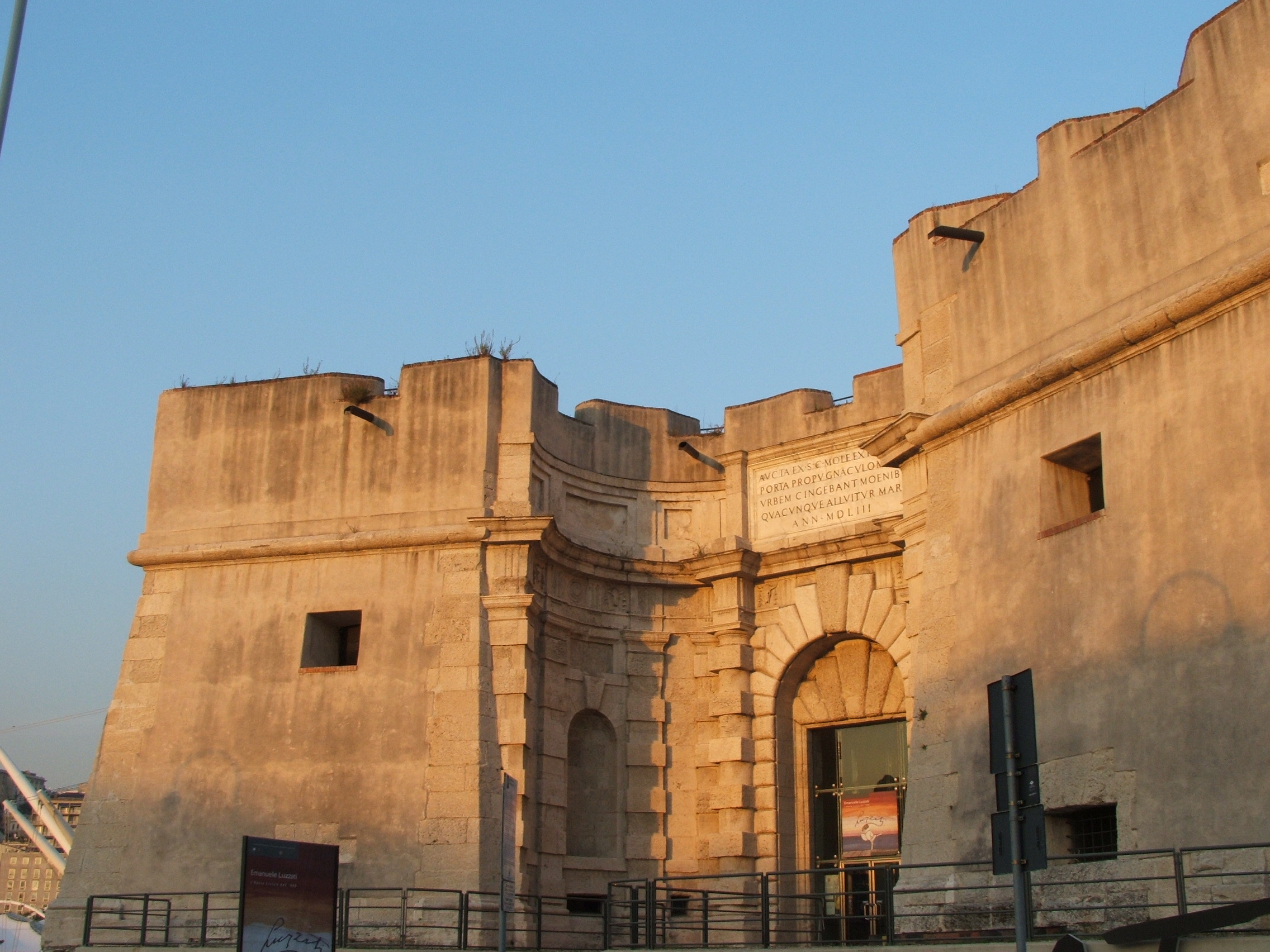
Porta Siberia, progettata da Galeazzo Alessi

### Elementi monumentali demoliti delle Mura del XVI secolo
- Porta di San Tommaso (demolita per realizzare la ferrovia presso la stazione Principe)

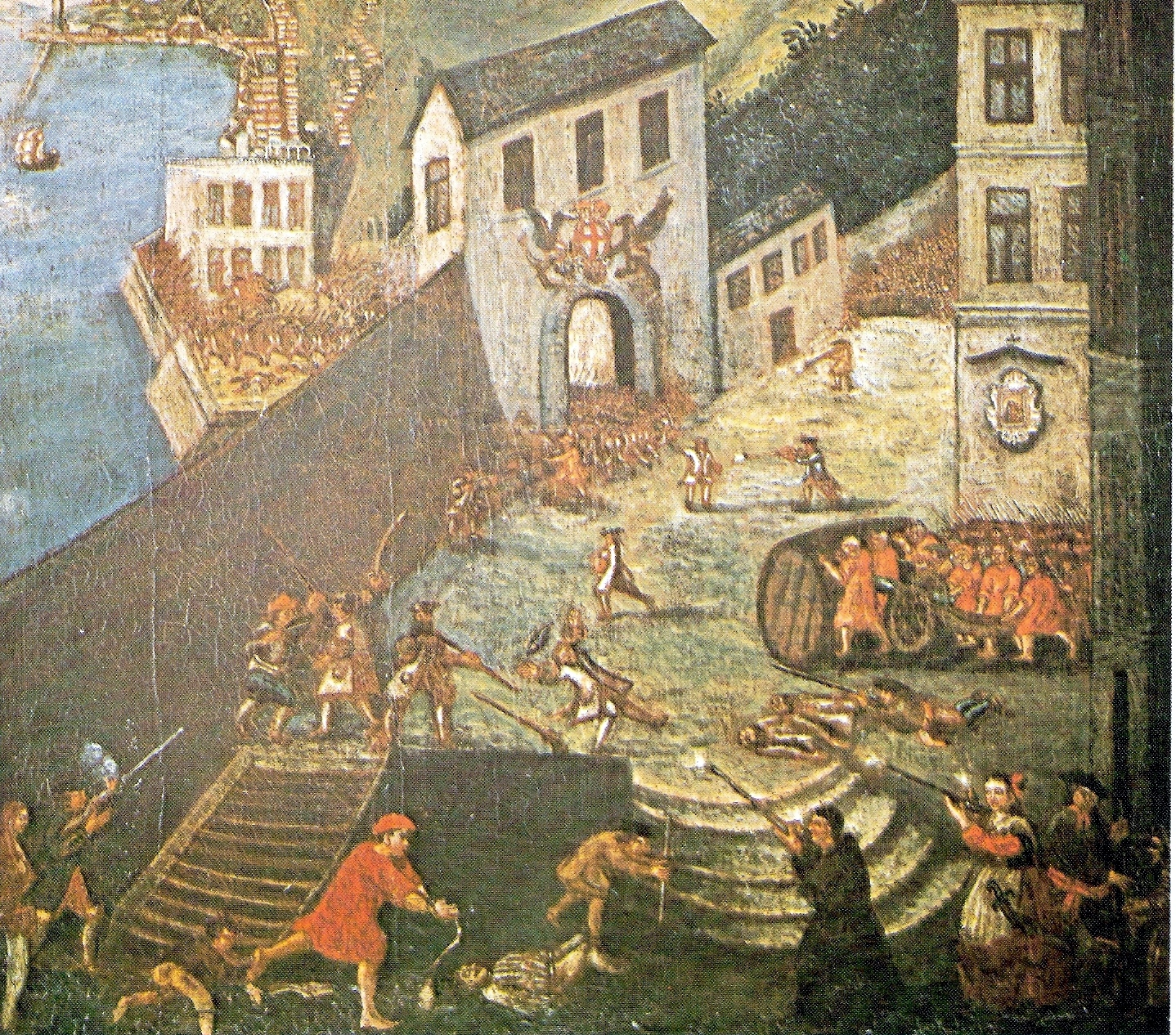
Tela di Giuseppe Comotto raffigurante la rivolta di Genova contro gli austro-sabaudi nel 1746 presso la demolita Porta di San Tommaso, l'ingresso occidentale della città.

## Le Mura Nuove

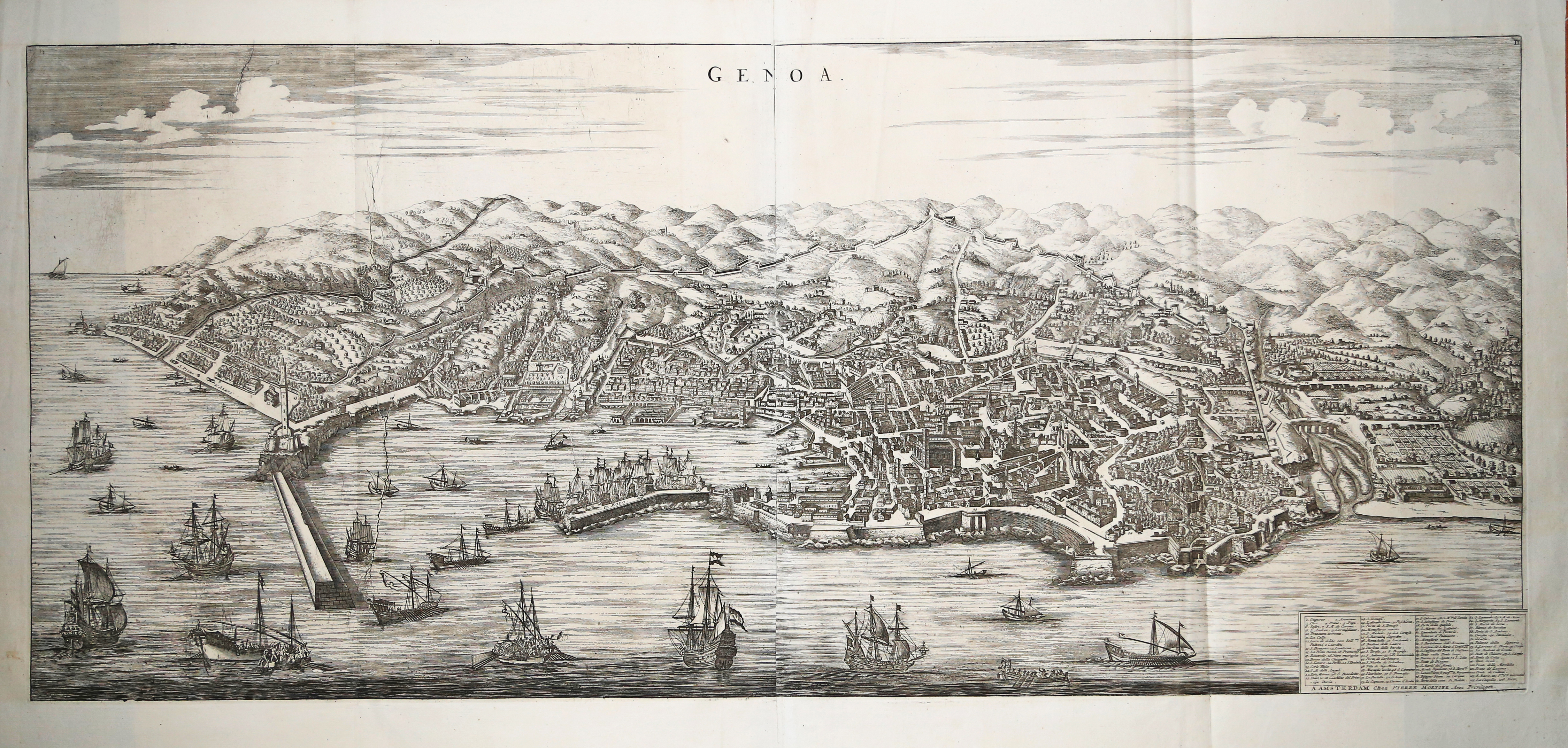
Un'ampia veduta di Genova della prima metà del XVII secolo, che riporta sia le mura nuove, sia le mura vecchie. Si tratta di una carta pubblicata nel 1704 che ricopia una precedente mappa molto dettagliata di Alessandro Baratta, risalente al 1637.

Tra il 1626 ed il 1639 fu realizzata l'ultima e più grandiosa cinta muraria, le Mura Nuove. Si estendevano per una lunghezza di quasi venti chilometri, di cui circa sette lungo la linea di costa.

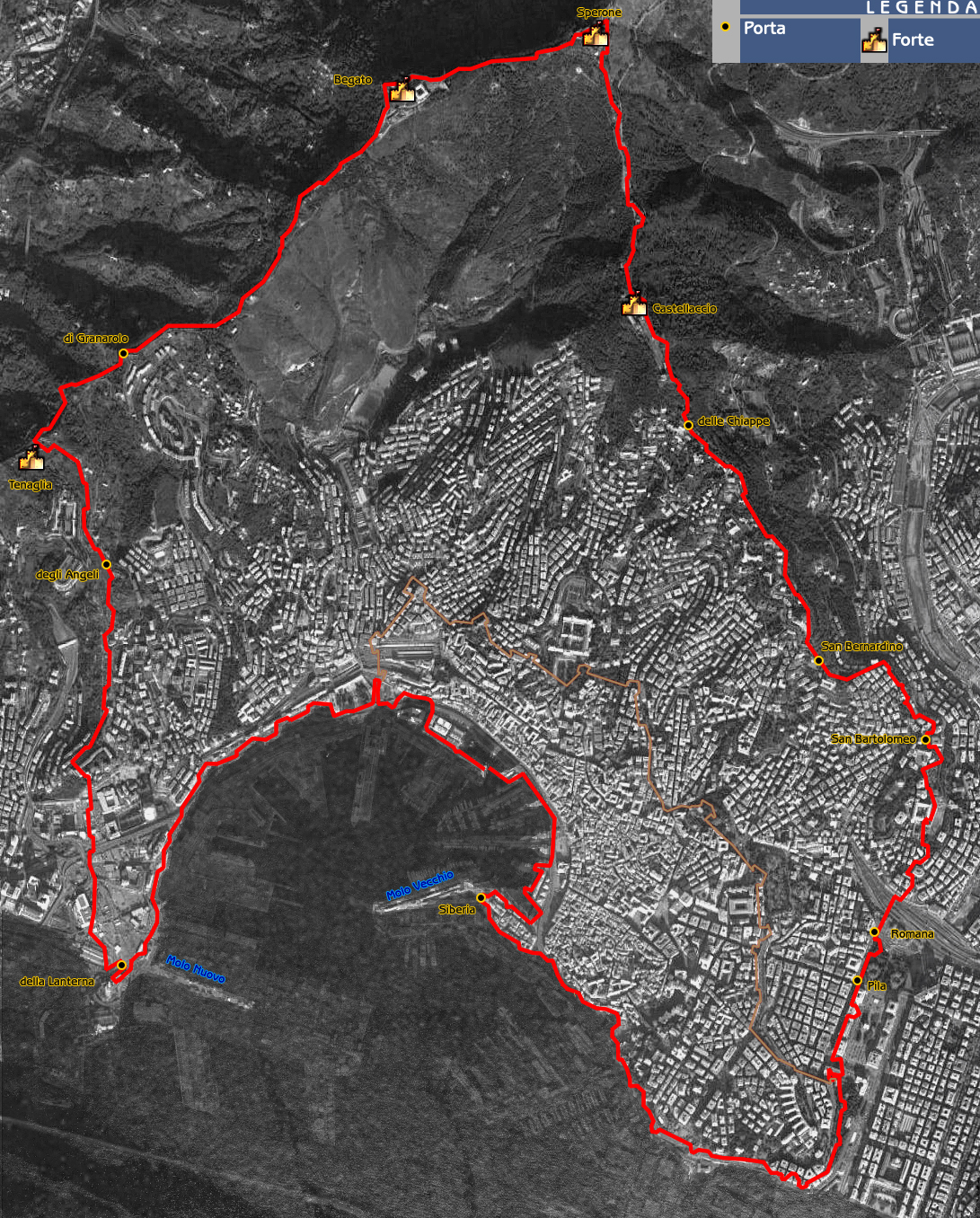
Genova nel cerchio delle Mura Nuove alla fine dell'età moderna

Dopo le ripetute minacce di invasione perpetuate da Carlo Emanuele I di Savoia e da Luigi XIII di Francia i serenissimi decisero di dotare la città di una nuova cerchia di mura, rafforzando, dove opportuno quella esistente.
Le nuove fortificazioni partendo dalla Lanterna salivano sui rilievi circostanti e cingevano interamente la città percorrendo i crinali dei monti attorno ad essa, le alture che dal Monte Peralto circondavano la stretta valle del Lagaccio; i fortini preesistenti vennero così collegati e cintati con i nuovi bastioni: i forti di Castellaccio, Sperone, Begato, Tenaglia. Venne dunque completata la difesa della linea di costa dalla torre della Lanterna fino alle propaggini occidentali della cinta cinquecentesca.
Sebbene il percorso fosse stato ipotizzato già nel 1568, fu solo ad appena un anno dal fallito attacco del 10 maggio 1625 delle forze franco-piemontesi (durante il quale l'esercito Sabaudo non riuscì a tener testa alla strenua resistenza dei valligiani polceveraschi al passo del Pertuso, dove a ricordo dell'avvenimento fu in seguito eretto il santuario della Vittoria), che il governo della repubblica diede il via libera all'opera, inaugurata con la posa della prima pietra il 7 dicembre 1626.
La difficoltà a reperire i fondi necessari determinò la necessità di studiare ed applicare leggi ad hoc che coinvolgevano tutta la società civile, dai maggiorenti, premiati con una statua nel palazzo ducale qualora avessero provveduto con munificenza a sostenere l'opera, agli artigiani e contadini della capitale, delle valli e delle riviere, cui era imposto di provvedere con mezzi o prestazioni d'opera o materiali in quantità stabilite.
Nel 1630 i lavori cominciarono ed 8.000 operai impiegarono soli due anni per innalzare circa 12.650 metri di mura e bastioni lungo ripidi crinali e 3.150 lungo la linea di costa, con una spesa che si aggirava attorno ai dieci milioni di lire genovesi. La circonferenza delle mura di Genova raggiungeva così uno sviluppo di 19.560 metri racchiudendo un'area di 903 ettari (quasi cinque volte i 197 ettari compresi nelle mura vecchie costruite fino al XVI secolo).
Il punto più importante dell'intero sistema difensivo venne individuato sulla cima del monte Peralto. Di qui si dipartono due spartiacque, che separano le valli del Polcevera e del Bisagno dall'insenatura dei colli alle spalle del centro storico, in due crinali. Il primo termina a ponente dell'arco portuale, sugli scogli di Capodifaro, ove dal 1543 sorge ricostruita la Lanterna e l'altro a levante, alle pendici di Montesano dove comincia la pianura che costeggia il tratto terminale del Bisagno, protetta sino alla foce del torrente dalla nuova cinta. Si realizzò così in una vista dall'alto un tracciato che somiglia ad un triangolo o ad un pentagono molto irregolari, con i vertici al Peralto, nella Lanterna ed alla foce del Bisagno ed il lato inferiore costituito dall'arco del golfo che ospita la città storica.
La costruzione delle nuove mura su declivi anche impervi, ha fatto sì che gran parte di quest'ultima grandiosa opera militare sia giunta fino a noi, perché sita in zone ancor oggi scarsamente, se non per nulla, popolate ed edificate; i tratti più vicini alla costa, invece hanno dovuto soccombere sotto la spinta dell'urbanizzazione.

### Il fronte polceverasco

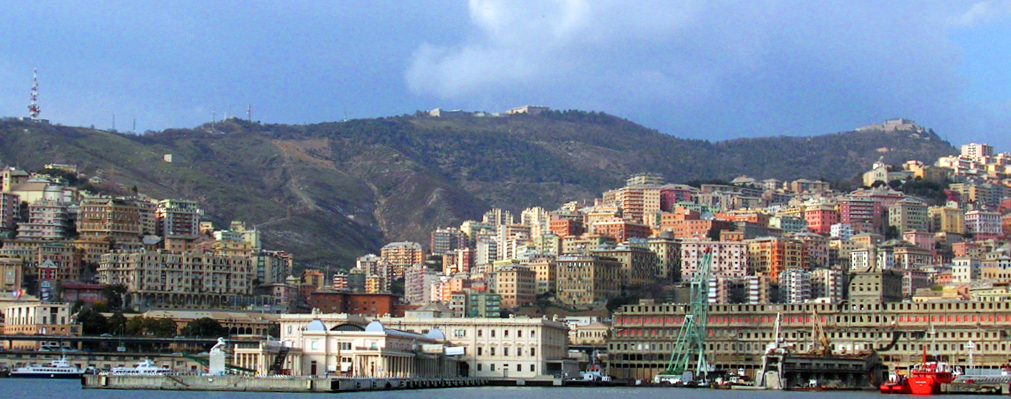
Il crinale di ponente

Dal vertice del Peralto, ove venne eretto il Forte Sperone le mura scendono a Ponente in direzione sud-ovest in linea retta fino al "piano delle bombe" ove ancor oggi si trova il Forte Begato, di qui con una lieve deviazione le mura continuano a scendere lungo la strada che ne porta il nome "mura al forte di Begato".
Sopra a via Bartolomeo Bianco, sono invece le mura di Granarolo a dare il nome alla strada che le costeggia e sulle quali si apre l'omonima porta, disegnando un piccolo tratto arcuato verso l'esterno della cinta sino a raggiungere, ai limiti del colle di Promontorio, il baluardo di Forte Tenaglia.

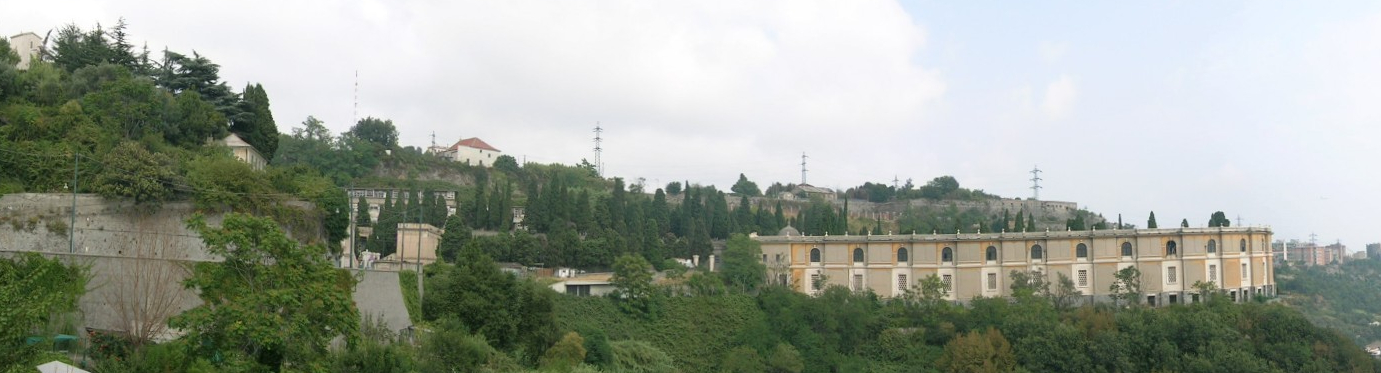
Le mura degli Angeli con il cimitero della Castagna

Di qui la cinta prende direzione sud, proseguendo lungo via di Porta Murata, fino alla porta degli Angeli e le contigue mura omonime che corrono sopra una strada non a caso chiamata via sotto le mura degli Angeli. Il tratto si spegne in via Giovanni B. Carlone che corre lungo la mutilazione del colle di San Benigno.
All'epoca delle mura Nuove, sopra la zona che porta lo stesso nome e dove oggi trovano posto attività portuali e di transito, come piazzale San Benigno e la Camionale di epoca fascista, esisteva infatti un possente costone roccioso che ospitava la chiesa ed il convento di San Benigno, demoliti nell'Ottocento per costruirvi due grandi caserme, anch'esse poi scomparse negli anni trenta del Novecento per lo sbancamento dell'intera collina.
La collina degradava bruscamente in quel tratto ancora esistente sul quale sorge la torre del faro, e sul suo crinale proseguivano le mura di Genova che ne seguivano l'intero profilo fino a congiungervisi con la porta detta, appunto, della Lanterna.

### Il fronte bisagnino

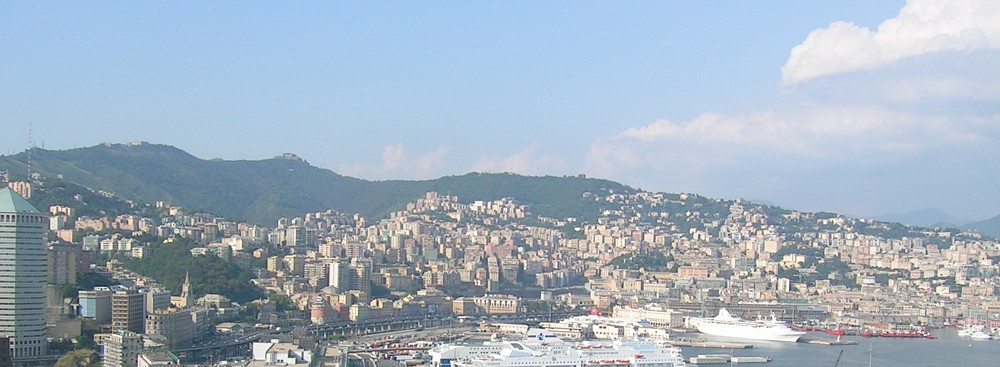
Il crinale di Levante

Scendendo lungo i crinali di levante, la situazione delle mura nuove presenta all'incirca un andamento speculare.
Dopo un breve tratto di mura in direzione sud ma leggermente inclinato verso levante, il forte Castellaccio è posto nel punto in cui le Mura prendono una lieve deviazione verso l'esterno del tracciato, dando in successione nome alle vie che le costeggiano, Mura del Peralto, delle Chiappe (o di San Simone) sulle quali si apre un varco che porta il medesimo nome, di Sant'Erasmo e, dopo la porta di San Bernardino, un rettilineo interrotto da un breve tratto convesso in direzione nord est in corrispondenza dell'omonimo tratto di Mura.
Nei pressi dei tornanti di via Cesare Cabella, le Mura di San Bernardino, divise dalle precedenti dal Forte di Multedo, disegnano un arco che porta le mura in direzione sud-sud ovest a metà del quale si apre la Porta di San Bernardino.

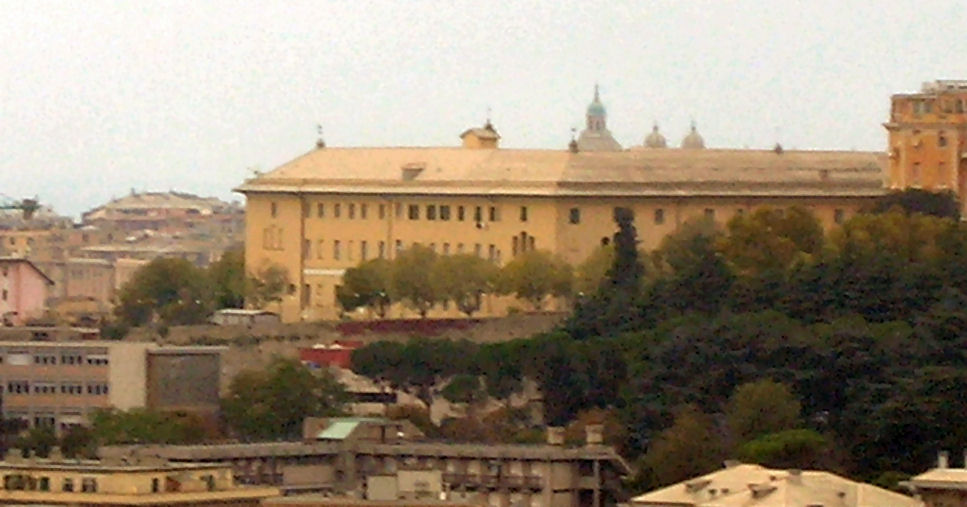
Le mura dello Zerbino sbucano sotto l'imponente mole del settecentesco "Conservatorio Fieschi"

L'ultimo tratto oggi esistente ed intuibile in mezzo alla disordinata urbanizzazione della parte terminale delle mura nuove è quello delle mura dello Zerbino che terminano nei pressi di via Imperia, sopra la massicciata della Stazione di Genova Brignole.
Lo sbancamento della collina di Montesano per la realizzazione della stazione ferroviaria necessitò della distruzione dell'ultimo tratto collinare di mura e la realizzazione di piazza della Vittoria determinò l'eliminazione di uno dei tratti più possenti e suggestivi delle mura nuove. Erano le fronti Basse, un unico immenso terrapieno che correva, coi suoi bastioni, per un rettifilo che dal luogo ove oggi sorge la stazione si portava fino ai bastioni del Prato, presso l'attuale via Brigata Liguria, nei pressi del Liceo D'Oria.
Su questo magnifico esempio di architettura bellica, di cui vennero rinvenute tracce durante la realizzazione nel 1991 del parcheggio sotterraneo di piazza della Vittoria (solo parzialmente conservate, altre fondamenta restano sotto i giardini di piazza Verdi), si aprivano due porte, quella della Pila, in fondo a via della Consolazione (cancellata per la realizzazione di XX Settembre) ed oggi conservata sopra al muraglione realizzato dopo il taglio della collina di Montesano, e Porta Romana (demolita nel 1891) in fondo a via San Vincenzo.

### Il fronte a mare

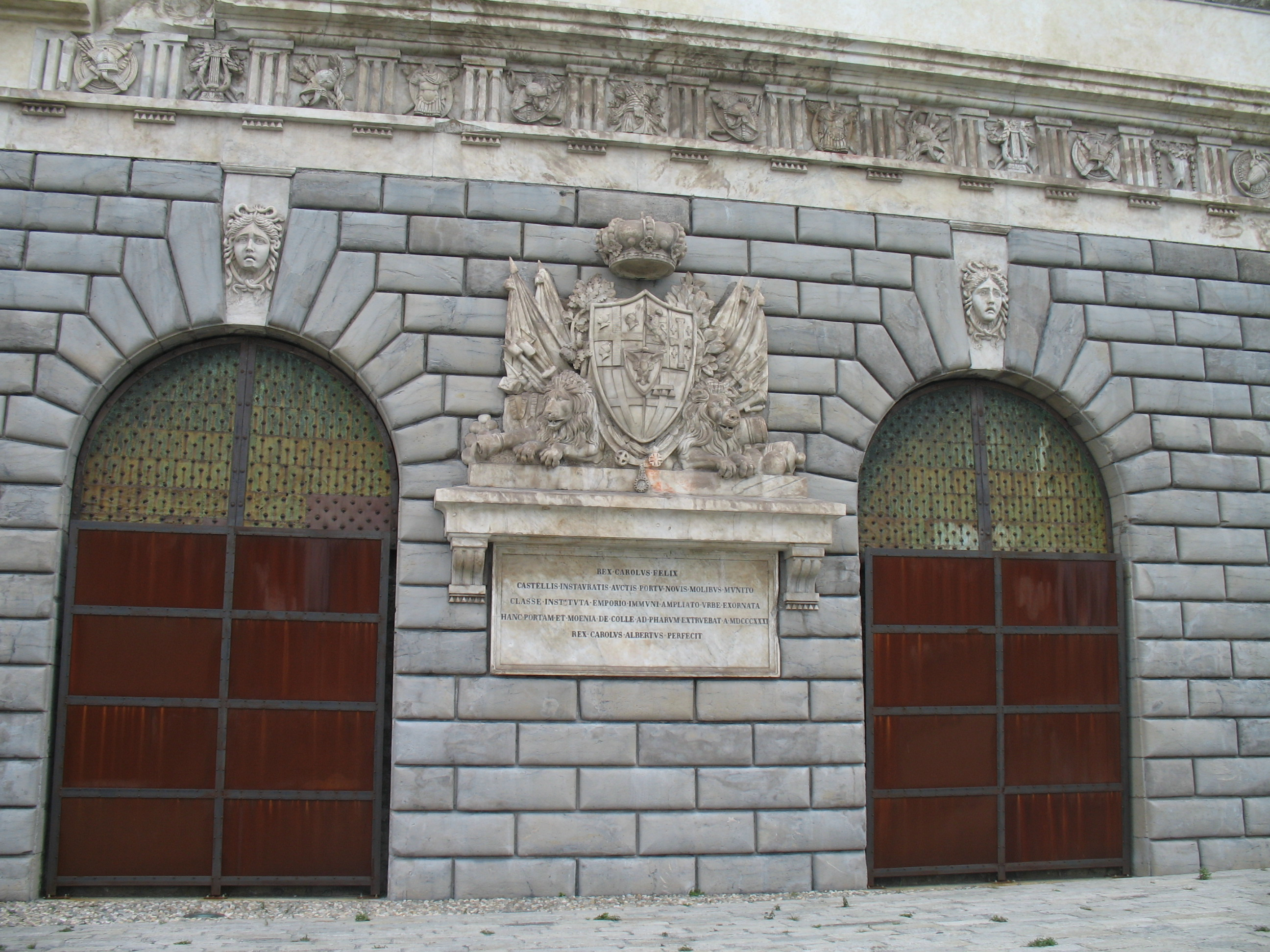
Fortificazioni della Lanterna di Genova: la Porta Nuova sabauda che sostituì la Porta Vecchia, via d'accesso alla città da ponente

Con l'ampliamento secentesco le mura che proteggevano la costa vennero rinforzate con nuovi bastioni e, oltre la porta di san Tommaso, prolungate. Racchiudendo all'interno della cinta la Villa del Principe a quell'epoca ancora all'esterno del recinto fortificato, le Mura Nuove ripercorrevano tutto il litorale fino a Capo di Faro, ove si saldavano con il tratto discendente a ponente del Peralto nel sistema dei bastioni e Porta della Lanterna.
I numerosi e ripetuti, nel tempo, riempimenti a mare necessari allo sviluppo del porto hanno cancellato quello che per secoli ha rappresentato quel fatato incontro dei monti di Genova col mare. Nel tracciato delle nuove mura era inclusa anche la fortificazione di quest'ultimo tratto di costa del golfo interno di Genova rimasto scoperto.
Una discreta porzione sopravvive tuttora ed è stata valorizzata di recente dall'amministrazione provinciale con una passeggiata che arriva fin sotto alla Lanterna partendo da via Milano accanto al parcheggio del Terminal Traghetti.
Oltre questo punto, verso levante, la cinta seguiva un percorso corrispondente al tracciato delle vie Milano, Bruno Buozzi, Adua per chiudere il cerchio con le mura vecchie lungo l'attuale via Fanti d'Italia, accanto al palazzo del Principe, di fronte al quale le mura vennero costruite nonostante le proteste della famiglia Doria.

## Galleria d'immagini

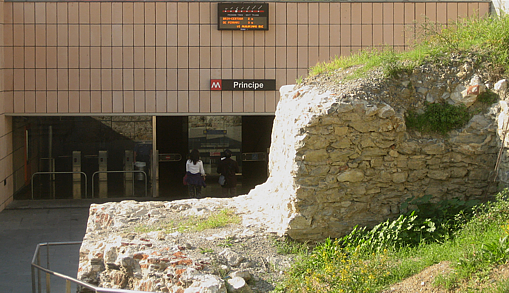
I resti delle mura che si collegavano alla porta di San Tommaso, oggi davanti alla stazione Metro Principe
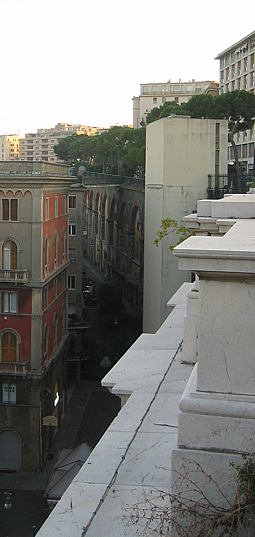
Le mura che dalla porta dell'arco arrivavano fino a Carignano
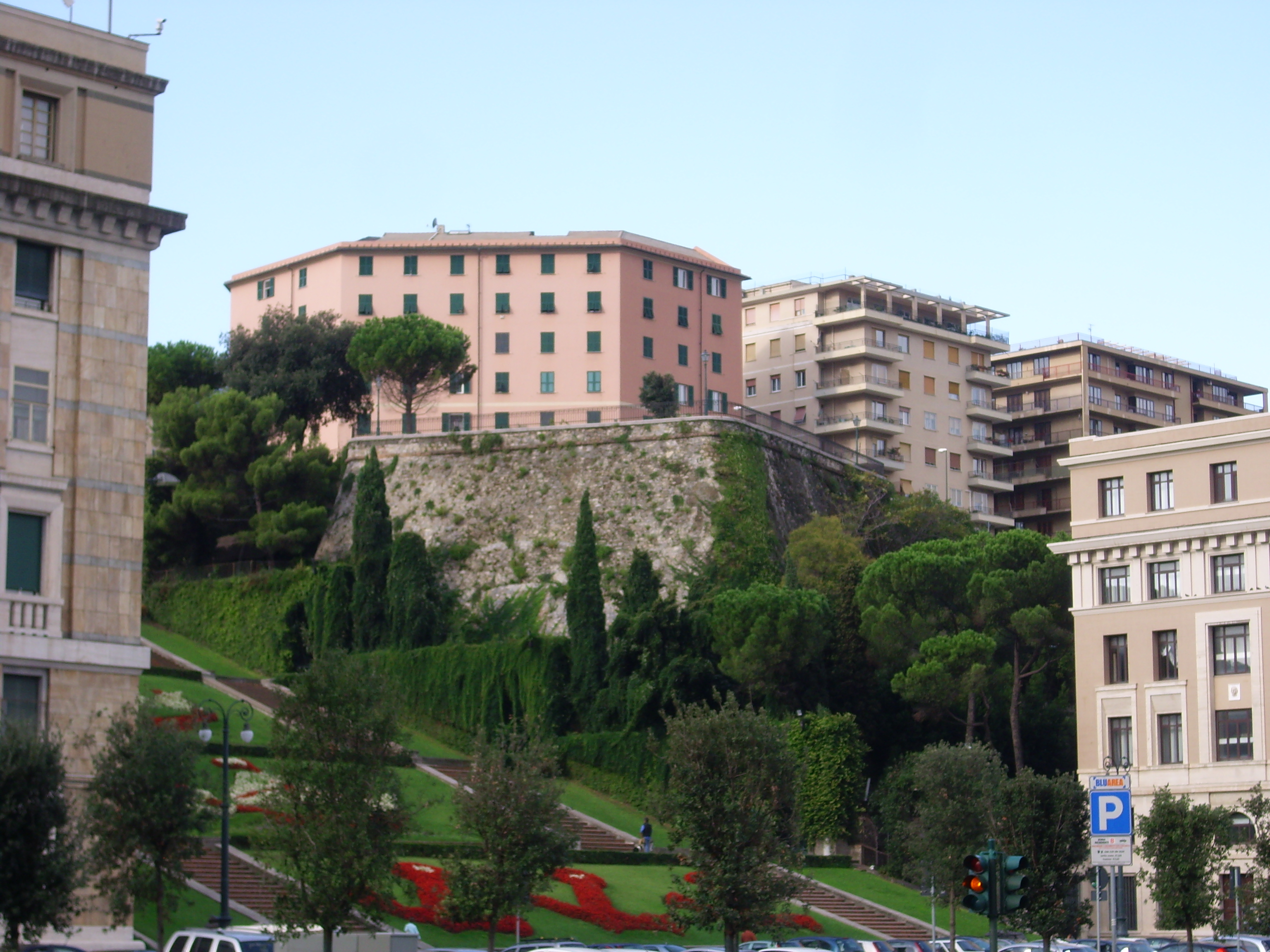
Un tratto delle mura delle Cappuccine dietro la scalinata monumentale di piazza della Vittoria
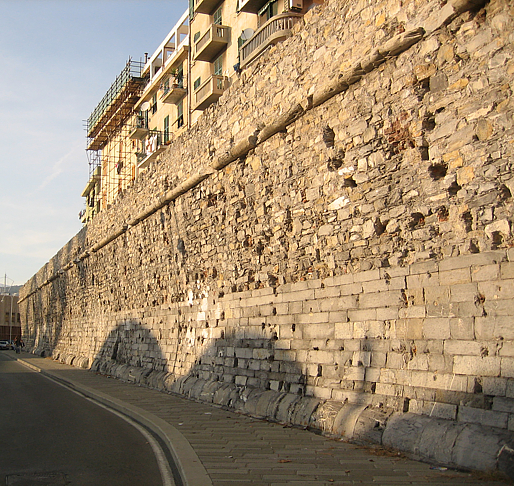
Le mura di Malapaga, divenute famose in un film di René Clément del 1949
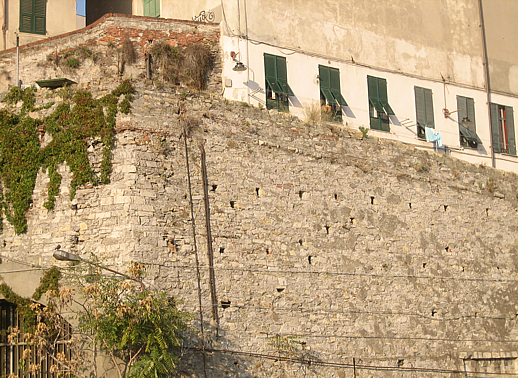
Le mura della Marina
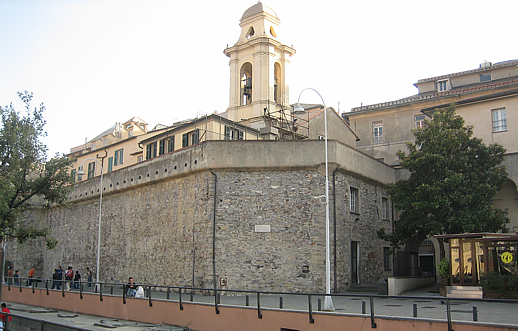
Le mura della Marinella con il varco della porta omonima e la retrostante chiesa di San Marco
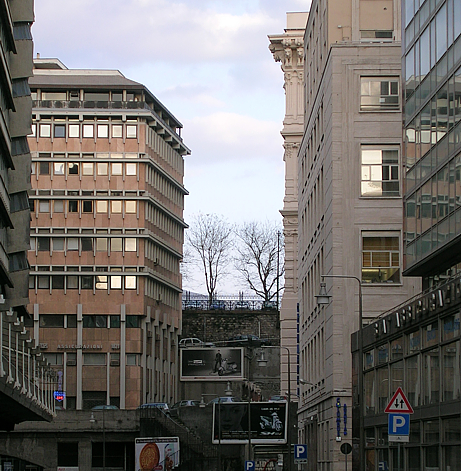
Le mura della spianata dell'Acquasola spuntano dietro alcuni palazzi moderni nell'antico rione di Portoria
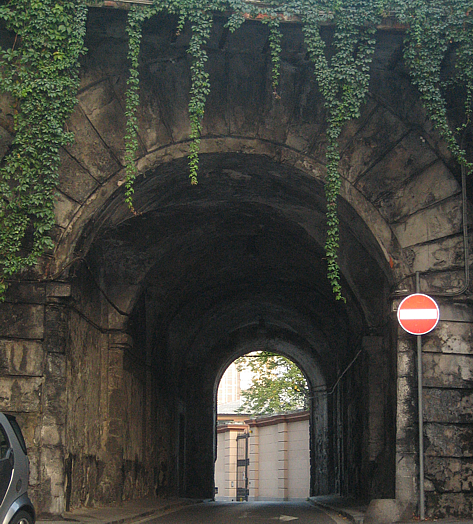
La porta dell'Olivella o di Santa Caterina
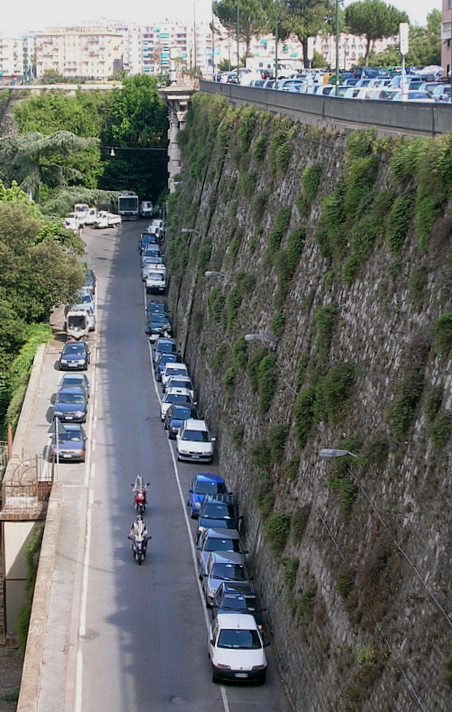
Le mura di Santa Chiara, con le successive mura del Prato fotografate dal ponte monumentale, costruito a fine Ottocento ove anticamente sorgeva la Porta degli archi, riconoscibile a metà fra i due tratti di mura ove venne spostata nello stesso periodo.
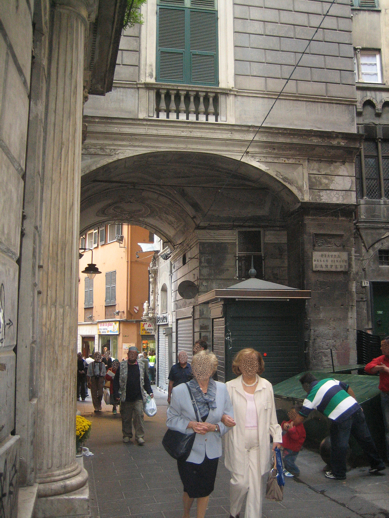
La volta dell'antica Porta San Pietro in piazza cinque Lampadi
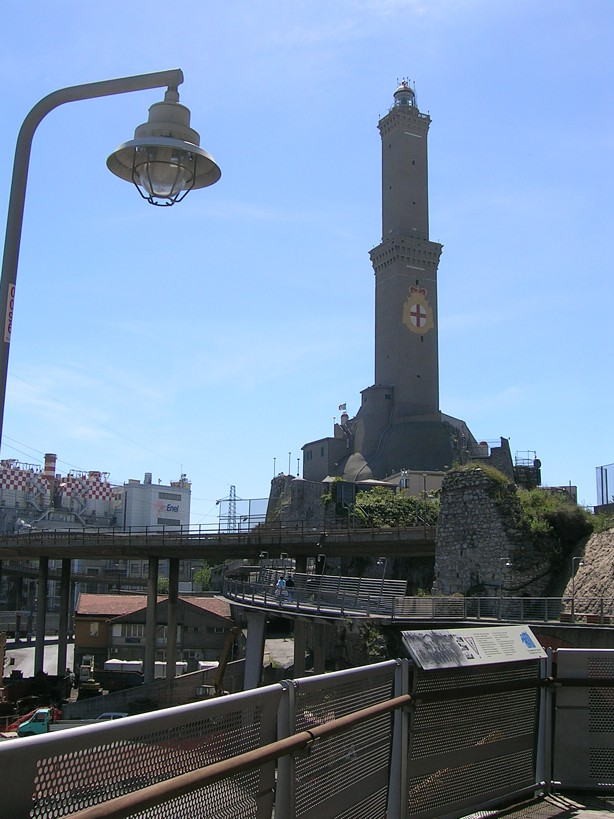
Il camminamento realizzato dall'amministrazione della Provincia di Genova lungo le mura che conducono alla Lanterna
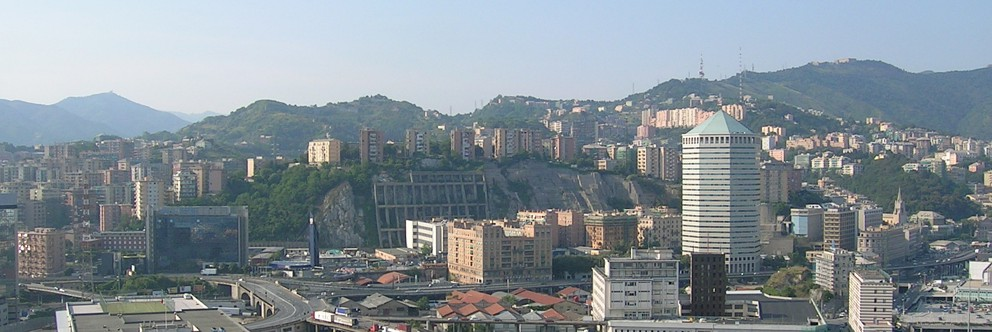
Il taglio netto del colle di San Benigno, lungo il quale scendevano le mura fino alla torre del faro.
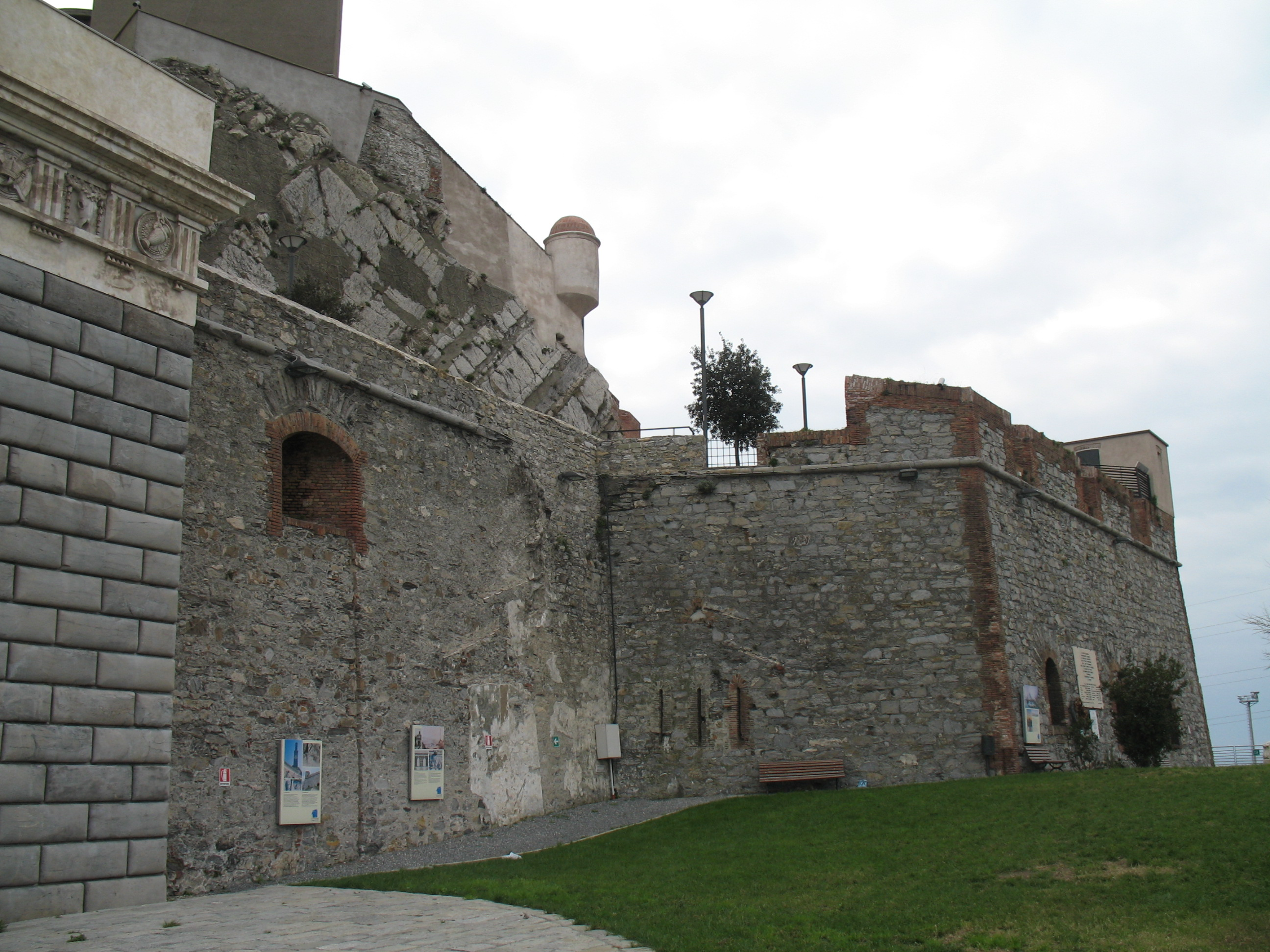
Fortificazioni della Lanterna: mura ottocentesche che costeggiano il faro genovese sul colle di Capodifaro.